# Jaderná elektrárna Saint Laurent
Jaderná Elektrárna Saint Laurent (francouzsky Centrale Nucleaire de Saint Laurent) je jaderná elektrárna ve Francii. Skládá se celkem ze čtyř reaktorů. Výstavba prvních dvou započala v roce 1963 a oba dva bloky byly spuštěny v roce 1969. Tyto bloky jsou typu GCR (francouzskou verzí UNGG) a mají tzv. styl „telefonní budky“. Reaktory jsou vystavěné ve velkém betonovém válci nad zemí a jsou moderovány grafitem. První a druhý blok ukončily svůj provoz v dubnu 1990 a červnu 1992.. Elektrárna ale také obsahuje mimo jiné také dva moderní tlakovodní reaktory, které byly spuštěny v roce 1981. Tyto bloky jsou označovány jako Saint Laurent B. Celkový instalovaný výkon elektrárny činí (bez UNGG reaktorů, již odstavených) 1 912 MW. Provozovatelem elektrárny je státní společnost EDF.